# Los Antiguos
Los Antiguos è un comune (municipio in spagnolo) dell'Argentina, appartenente alla provincia di Santa Cruz, nel dipartimento di Lago Buenos Aires.
La città è posta sulle rive meridionali del Lago Buenos Aires. Il nome è di origine tehuelche e stava ad indicare, secondo una tradizione orale non confermata, il luogo ove gli anziani indios passavano i loro ultimi anni di vita. I primi abitanti europei arrivano nella prima metà del XX secolo, e nel 1948 il governo crea la comisión de fomento di Los Antiguos, che diventa comune autonomo il 22 febbraio 1970.
In base al censimento del 2001, nel territorio comunale dimorano 2.047 abitanti, con un aumento del 69,73% rispetto al censimento precedente (1991).
Il territorio di questa località si caratterizza per la produzione di ciliegie.